# آلفرد نقاش
آلفرد نقاش (انگلیسی: Alfred Naqqache؛ ۱۸۸۷ – ۲۶ سپتامبر ۱۹۷۸) یک سیاست‌مدار اهل لبنان بود.